# Romantica/Colpevole
Romantica/Colpevole, pubblicato nel 1960, è un singolo del cantante italiano Mario Trevi

## Incisioni
Le incisioni sono delle cover di brani presentati quell'anno al Festival di Sanremo 1960 da Tony Dallara e Renato Rascel (Romantica) e da Nilla Pizzi e Tonina Torrielli  (Colpevole).

## Tracce
Lato A
- Romantica (Verde- Rascel)[1]

Lato B
- Colpevole (D'Acquisto- Seracini)[2]

Direzione arrangiamenti: M° Gianni De Martini – Quartetto Due + Due.

## Incisioni
Il singolo fu inciso su 45 giri, con marchio Durium- serie Royal (QCN 1091)